# Cläre Weitzel
Cläre Weitzel (* 29. November 1889 in Lauterecken; † 18. März 1945 in Bad Dürkheim) war eine deutsche Schriftstellerin.

## Leben
Cläre Weitzel, geb. Klara Ziegler, wuchs als Kind in Lauterecken und Odenbach auf. Ihr Vater war Steuereinnehmer, nach seiner Versetzung als Rechnungsprüfer verbrachte sie ihre Jugend in Klingenmünster in der Südpfalz. Sie besuchte die Höhere Schule in Landau/Pfalz, heiratete 1909 den Lehrer und Ernährungsschriftsteller Wilhelm Heinrich Weitzel aus Ginsweiler und zog mit ihm nach Bad Dürkheim. Ihr erster Roman Armer Hans wurde 1919 veröffentlicht. Darin gibt die Autorin Einblicke in dörfliche und kleinstädtische Strukturen, schildert ein realistisches Zeit- und Sittenbild. Sie schrieb viele Erzählungen, die in pfälzischen Tageszeitungen erschienen. Für die Erzählung Der Keres erhielt sie 1927 den 1. Preis des literarischen Preisausschreibens der Pfälzischen Rundschau. Cläre Weitzel kam zusammen mit ihrem Mann 1945 bei einem schweren Luftangriff in Bad Dürkheim ums Leben.

## Werke
- Armer Hans. Kaiserslautern, Verl. Eugen Crusius 1919
- Heimat. Kaiserslautern, Verl. Eugen Crusius 1920
- Der Keres, Erzählungen. In: 'Der Spiegel', Ludwigshafen 1927